# Göran Åberg (kyrkohistoriker)
Erland Göran Gunnar Åberg, född 20 maj 1935  i Granshult i Bankeryds församling i Jönköpings län, död 20 november 2019 i Granshult, var en svensk kyrkohistoriker.

## Biografi
Åberg disputerade 1972 på en avhandling om Alliansmissionen. Fram till pensioneringen var han lektor i religionskunskap vid Högskolan i Jönköping. Han var sedan docent vid Lunds universitet. Han gav ut ett stort antal böcker och medverkade under många år med kulturartiklar i Jönköpings-Posten. Åberg var också en av författarna till Svenskt frikyrkolexikon. Genom sin forskning och sitt omfattande författarskap blev han erkänd som den främste kännaren av Smålands kyrkohistoria, såväl vad gäller kyrkan som de olika  frikyrkosamfunden.

### Familj
Åberg gifte sig 1961 med Britt Johansson (1936–1983) och 1985 med Elvie Bengtsson (1937–2001).

## Utmärkelser
- Wallquistpriset 1993
- H.M. Konungens medalj i 5:e storleken (2019) för framstående insatser inom kyrko- och undervisningshistorisk forskning.[10]

### Fullständig förteckning
- Göran Åbergs tryckta skrifter och artiklar 1972-2016: bibliografisk förteckning. Meddelande, 0348-906X ; 21. [Växjö]: Växjö stiftshistoriska sällskap. 2016. Libris 20895532. ISBN 9789186144319

### Urval
- Enhet och frihet: studier i Jönköpings missionsförenings historia med särskilt beaktande av organisationens förhållande till Svenska kyrkan, Evangeliska fosterlandsstiftelsen och Svenska missionsförbundet. Jönköping: Sv. alliansmissionen. 1972. Libris 1947439
- Åberg Göran, red (1974). Gud i Jönköping: en rapport om religion. Stockholm: Verbum. Libris 772399
- Folkväckelsen i Jönköpings län: en sammanställning. Jönköpings läns museums serie för småskrifter, 0281-4005 ; 6. Jönköping: Länsmus. 1978. Libris 365839
- Sällskap - samfund: studier i Svenska alliansmissionens historia fram till 1950-talets mitt = [Society denomination] : [studies in the history of the Swedish alliance mission up to the middle of the 1950's]. Bibliotheca historico-ecclesiastica Lundensis, 0346-5438 ; 9Acta Universitatis Lundensis. Sectio 1, Theologica, juridica, humaniora, 0459-9969 ; 32. Stockholm: Almqvist & Wiksell international. 1980. Libris 7644158. ISBN 91-7484-050-9
- Kyrkligt studiearbete i Växjö stift 1930-1980. Meddelande / Växjö stiftshistoriska sällskap, 0348-906X ; 3. Växjö: Växjö stiftshistoriska sällsk. 1980. Libris 245489
- Elmgren, Henrik; Åberg Göran (1982). Elementarläroverket i Jönköping 1821-1878. Årsböcker i svensk undervisningshistoria, 0346-8461 ; 62(1982) ; 151. Uppsala: Fören. för sv. undervisningshistoria. Libris 7745802. ISBN 91-85130-24-9
- Kyrka och samfund i Bankerydsbygden. Bankeryds hembygdsförening, 99-0338735-0 ; 4. Bankeryd: Bankeryds hembygdsfören. 1986. Libris 7790680. ISBN 91-970188-4-8
- Efterreformatoriskt kyrkoliv i Jönköpings län. Meddelande / Växjö stiftshistoriska sällskap, 0348-906X ; 10. Växjö: Växjö stifthistoriska sällsk. 1987. Libris 722841
- Från åttital till åttital: kyrkligt liv i Jönköping under hundra år. Skrifter / Växjö stiftshistoriska sällskap, 0349-5140 ; 3. Växjö: Växjö stiftshistoriska sällsk. 1988. Libris 7755317. ISBN 91-86144-02-2
- Högre allmänna läroverket i Jönköping 1878-1968. Årsböcker i svensk undervisningshistoria, 0346-8461 ; 71(1991) ; 168. Uppsala: Fören. för svensk undervisningshistoria. 1991. Libris 7745812. ISBN 91-85130-40-0
- Jacobsson, Gustav; Åberg Göran (1992). Gudstjänst- och andaktsbesök i Storstockholm och Jönköping 1991. Tro & tanke, 1101-7937 ; 1992:11Religion och samhälle (Stockholm. 1986), 0283-0663 ; 79/81. Uppsala: Svenska kyrkans forskningsråd. Libris 1518549
- Skog, Margareta; Åberg Göran (1993). Gudstjänst- och andaktsbesök i Storstockholm och Jönköping 1992. Tro & tanke, 1101-7937 ; 1993:5Religion och samhälle (Stockholm. 1986), 0283-0663 ; 84/87. Uppsala: Svenska kyrkans forskningsråd. Libris 1593578
- Åberg, Göran; Martling Carl Henrik (1994). Det nya Europa i religionsperspektiv (1. uppl.). Malmö: Gleerup. Libris 7272523. ISBN 91-40-61762-9
- Sankt Sigfrids stift i historia och nutid. Meddelande / Växjö stiftshistoriska sällskap, 0348-906X ; 18. Växjö: Växjö stiftshistoriska sällsk. 1996. Libris 7755324. ISBN 91-86144-10-3
- Sällskap - samfund: studier i Svenska alliansmissionens historia fram till 1950-talets mitt = [Society denomination] : [studies in the history of the Swedish alliance mission up to the middle of the 1950's]. Bibliotheca historico-ecclesiastica Lundensis, 0346-5438 ; 9Acta Universitatis Lundensis. Sectio 1, Theologica, juridica, humaniora, 0459-9969 ; 32. Stockholm: Almqvist & Wiksell international. 1980. Libris 7644158. ISBN 91-7484-050-9
- Pernveden, Lage; Åberg Göran (1999). Sockenkyrkan i Skärstad. [Sverige: s. n.]. Libris 2842990
- Från åttital till millennieskifte: kyrkligt liv i Jönköping vid 1900-talets slut. Skrifter / Växjö stiftshistoriska sällskap, 0349-5140 ; 9. Jönköping: Jönköpings kyrkliga samfällighet. 2001. Libris 8380238. ISBN 91-86144-16-2
- Stiftshistoria speglad i stiftsbok: perspektiv på Växjö stift under 1900-talet. Skrifter / Växjö stiftshistoriska sällskap, 0349-5140 ; 11. Växjö: Sällsk. för utgivande av Växjö stifts hembygdskalender. 2002. Libris 8858918. ISBN 91-631-2886-1
- Månsarps kyrka och församling under ett och ett halvt sekel. Månsarp: Månsarps församling. 2003. Libris 9356648
- Emilie Petersen, "Mormor på Herrestad", och hennes nätverk. Skrifter / Växjö stiftshistoriska sällskap, 0349-5140 ; 14. Lund: Arcus. 2005. Libris 10033411. ISBN 91-88552-58-6
- Huskvarna kyrka och församling under hundra år. Huskvarna: Huskvarna församling. 2008. Libris 11271126. ISBN 978-91-633-3621-8
- Järstorps kyrka och församling under sju sekel. Järstorpsboken ; 2. Järstorp: Järstorps hembygdsförening och Järstorps församling. 2009. Libris 11606405. ISBN 978-91-633-5070-2
- Bymarkskyrkan sjuttiofem år. Jönköping: Jönköpings kyrkliga samfällighet. 2010. Libris 12064838. ISBN 978-91-633-7744-0
- (på engelska) Växjö diocese: past and present : the history and development of a diocese of the Church of Sweden. Publication / Växjö diocesan historical society, 0349-5140 ; 20. Växjö: Växjö stiftshistoriska sällskap. 2013. Libris 16539443. ISBN 9789186144296